# Guardians de la Ciutadella
Guardians de la Ciutadella és una trilogia de llibres de fantasia i aventura escrita per Laura Gallego García. L'idioma original dels llibres és en castellà.

## Argument
El món està ple de monstres. Alguns ataquen als viatgers en els camins, altres assetgen els llogarets fins a arrasar-los per complet i altres entren a les cases per les nits per portar-se als nens mentre dormen. Axlin s'ha proposat investigar tot el que pugui sobre els monstres i plasmar els seus descobriments en un llibre que pugui servir de guia i protecció a altres persones. Però al llarg del seu viatge trobarà coses que mai hauria imaginat quan va partir.

## Libres

### El bestiari de l'Axlin (Guardians de la Ciutadella I)
El món de l'Axlin està infestat de monstres. Alguns ataquen als viatgers en els camins, d'altres assetgen els pobles fins que les arrasen completament i d'altres entren a les cases de nit per endur-se els nens mentre dormen. L'Axlin ha crescut sent conscient que qualsevol dia li pot tocar a ella. La gent del seu poble ha sobreviscut als monstres durant generacions i han après a evitar-los tant com han pogut. Però un dia, l'Axlin descobreix que existeixen molts tipus de monstres diferents, que cada poble s'enfronta als seus malsons particulars i que hi ha criatures que no coneix i de les quals no sap com defensar-se. Axlin és l'escriba del seu poble. L'única que sap llegir i escriure. Per això, ningú del seu voltant comprèn realment la importància de la seva feina. Però ella s'ha proposat investigar tot el possible sobre els monstres i plasmar els seus descobriments en un llibre que pugui servir de guia i de protecció a altres persones. Per aquest motiu decideix anar-se'n amb els quincallaires i començar una ruta per aplegar la saviesa ancestral dels pobles en la seva precària lluita contra els monstres. Això no obstant, al llarg del seu viatge descobrirà coses que mai no s'hauria imaginat quan va marxar.

### El secret del Xein (Guardians de la Ciutadella II)
Els camins de lAxlin i del Xein tornen a creuar-se, però ells semblen més distants que mai. Axlin treballa a la biblioteca i segueix recopilant informació per completar el seu bestiari mentre investiga una presència inusual de monstres dins els murs de la Ciutadella. A més a més, quan intenta ajudar el seu amic Dex amb un problema personal, es veu embolicada en un conflicte que implica a diverses famílies aristocràtiques de la ciutat vella. El Xein, d'altra banda, s'ha convertit en un més dels Guardians que protegeixen els habitants de la Ciutadella dels monstres que els amenacen. La seva lleialtat a la Guàrdia l'obliga a amagar els seus nous coneixements a la resta de la gent i especialment a l'Axlin, cosa que fa que es creï un altre mur entre tots dos. Tot això farà que s'enfrontin cada vegada que es tornin a trobar, però també encendrà una flama que cremarà amb més força a causa del seu passat comú.

### La missió de la Rox (Guardians de la Ciutadella III)
En aquesta última entrega de la trilogia «Guardians de la Ciutadella», els destins dels protagonistes es tornen a entrellaçar condicionats per revelacions que posaran en perill la seva relació, però que també podrien suposar la clau per salvar el món. La Rox se n'ha anat cap a la regió de l'oest, devastada pels monstres, a la recerca d'una aldea perduda habitada per Guardians. Mentre una riuada de supervivents arriba a la Ciutadella amb l'esperança de trobar-hi refugi, a l'altra banda de les muralles floreix un nou moviment filosòfic, el Camí de la Deu, el líder del qual predica la fi del món conegut... per bé o per mal. Al Xein l'han enviat a l'Última Frontera, d'on ben pocs tornen amb vida. I l'Axlin s'ha proposat rescatar-lo. La veritat és una joia de múltiples facetes.

## Traducció
El bestiari de l'Axlin ha estat traduït al català (abril de 2018) per part de Bernat Cormand Rifà, al polonès (novembre de 2019) i al romanès (juny de 2020). El segon llibre de la trilogia, El secret del Xein es va traduir al català a mans d'Helena Aguilà Ruzola i es va publicar el 8 de novembre de 2018, mentre que l'últim llibre, La missió de la Rox, es va publicar la traducció al català al març de 2019, realitzada també per Helena Aguilà Ruzola.

## Publicació
A Espanya, El bestiari de l'Axlin es va publicar el dia 5 d'abril de 2018, mentre que a Mèxic, Colòmbia, Xile i el Perú fou més tard, el 15 d'abril del mateix any. Argentina va haver d'esperar fins l'1 de maig de 2018 i als Estats Units (en castellà) fou al juliol d'aquell any. El secret del Xein es va publicar en canvi, a Espanya el dia 8 de novembre de 2018, a Mèxic, Colòmbia, Xile i Perú al mateix mes, a Argentina fou per desembre del mateix any i als Estats Units es va publicar al març de 2019, al mateix moment en què es va publicar el tercer llibre a Espanya, La missió de la Rox, el dia 28 de març de 2019.

## Recepció
A la plataforma web de catalogació social Goodreads, Guardians de la Ciutadella I ha rebut una puntuació de 4,28 sobre 5, basat amb més de quatre mil vots. Pel que fa a Guardians de la Ciutadella II la seva puntació ha estat 4,43 sobre 5, basada amb gairebé tres mil vots i Guardians de la Ciutadella III, una puntuació de 4,57 sobre 5 també, basada en quasi dos mil cinc cents vots.